# Künstlerhaus Salzburg

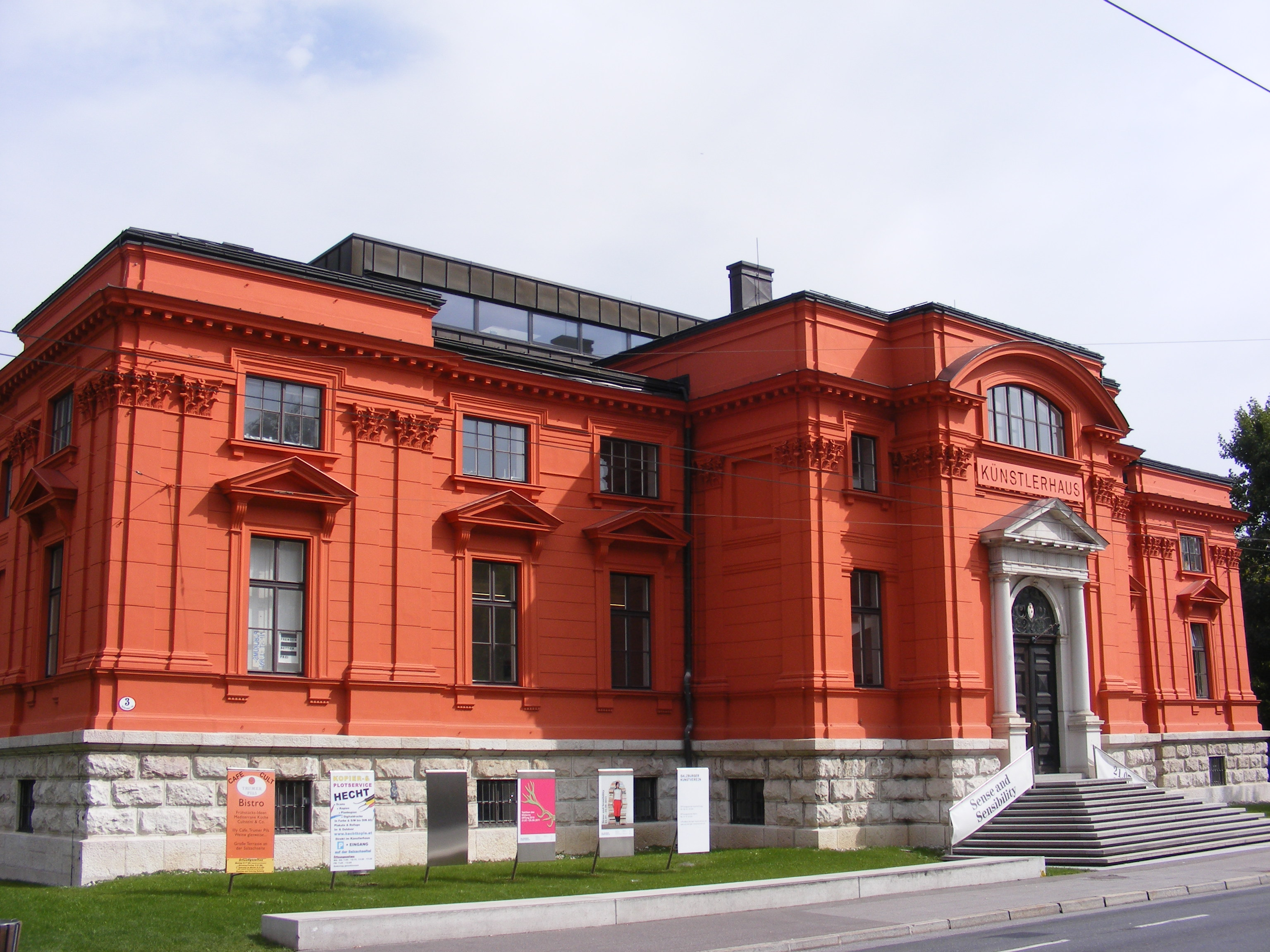
Künstlerhaus Salzburg

Das Künstlerhaus Salzburg liegt am südlichen Rand der Altstadt von Salzburg bei der Nonntaler Brücke an der Hellbrunner Straße 3. Der Gründerzeitbau von 1885 befindet sich direkt neben dem heutigen Bezirksgericht.

## Baugeschichte
Das Salzburger Künstlerhaus ist die bauliche Heimat des Salzburger Kunstvereins. Die Idee zum Bau eines Künstlerhauses stammt von Sigmund Graf Thun-Hohenstein, obwohl gerade in dieser Zeit die finanzielle Situation des Kunstvereins nicht mehr die Beste war. Das Komitee für den Künstlerhausbau bestand neben seinem Initiator aus dem Kunstvereinsvorstand Ritter von Negrelli, dem Vereinskassier Ludwig Zeller sowie Matthias Gschnitzer, Hyazinth Michel, Josef Mayburger und Franz von Pausinger. Durch die Idee, für den Bau eine Lotterie zu veranstalten, kamen die Hälfte der Baukosten zusammen. Das Protektorat über den Bau übernahm Erzherzog Ludwig Victor. Als lokaler Architekt wurde Hyazinth Michel (* 1846, Freistadt; † 1904, Linz) gewonnen, der durch zahlreiche Villenbauten fachlich bestens ausgewiesen war und wegen seiner Verdienste um den Bau mit dem Ritterkreuz des Franz-Joseph-Ordens geehrt wurde. Mit dem Bau wurde 1884 begonnen und bereits am 1. August 1885 konnte das Künstlerhaus in das Eigentum des Salzburger Kunstvereins übertragen werden.
Der damals konzipierte Ausstellungssaal im Hochparterre hatte Oberlicht. Er wurde von Künstlerateliers umschlossen. Damit hatte man die Idee, nicht nur einen dauerhaften Ausstellungsraum, sondern auch Schaffensräume für finanziell minderbemittelte Künstler zu gestalten und dem Salzburger Künstlerhaus Platz für ein Sekretariat zu besorgen, verwirklicht. Allerdings kam es auch zu intensiven Auseinandersetzungen, da die Künstler über unpraktisch angebrachte Fenster, schlechte Beheizungsmöglichkeiten in den hohen Räumen und dergleichen mehr Klage führten.
Bei dem Hochwasser von 1899 wurden dem Künstlerhaus schwere Schäden zugefügt, die vorerst durch den Fonds für Überschwemmte beglichen wurden, aber neben den Rückzahlungsverpflichtungen der Baukosten auf die Dauer zu einer hohen Belastung für den Kunstverein wurde. Dies führte sogar mehrmals zu Bestrebungen des Kunstvereins, das Gebäude zu verkaufen, allerdings immer ohne greifbares Ergebnis.
Eine erste umfassende Sanierung des Künstlerhauses wurde zwischen 1971 und 1974 vorgenommen. Die Decke des mit natürlichem Licht versehenen Ausstellungssaal wurde abgesenkt, um sechs neue Künstlerateliers zu schaffen. Spätere Sanierungsarbeiten bezogen sich auf eine Absicherung des Untergrundes, die Neugestaltung des Eingangsbereiches und die Erweiterung des Cafés Cult 1995–99 (Elsa Prochazka). 2001 wurde die Renovierung abgeschlossen.
Das Haus steht unter Denkmalschutz.

## Künstlerhaus heute

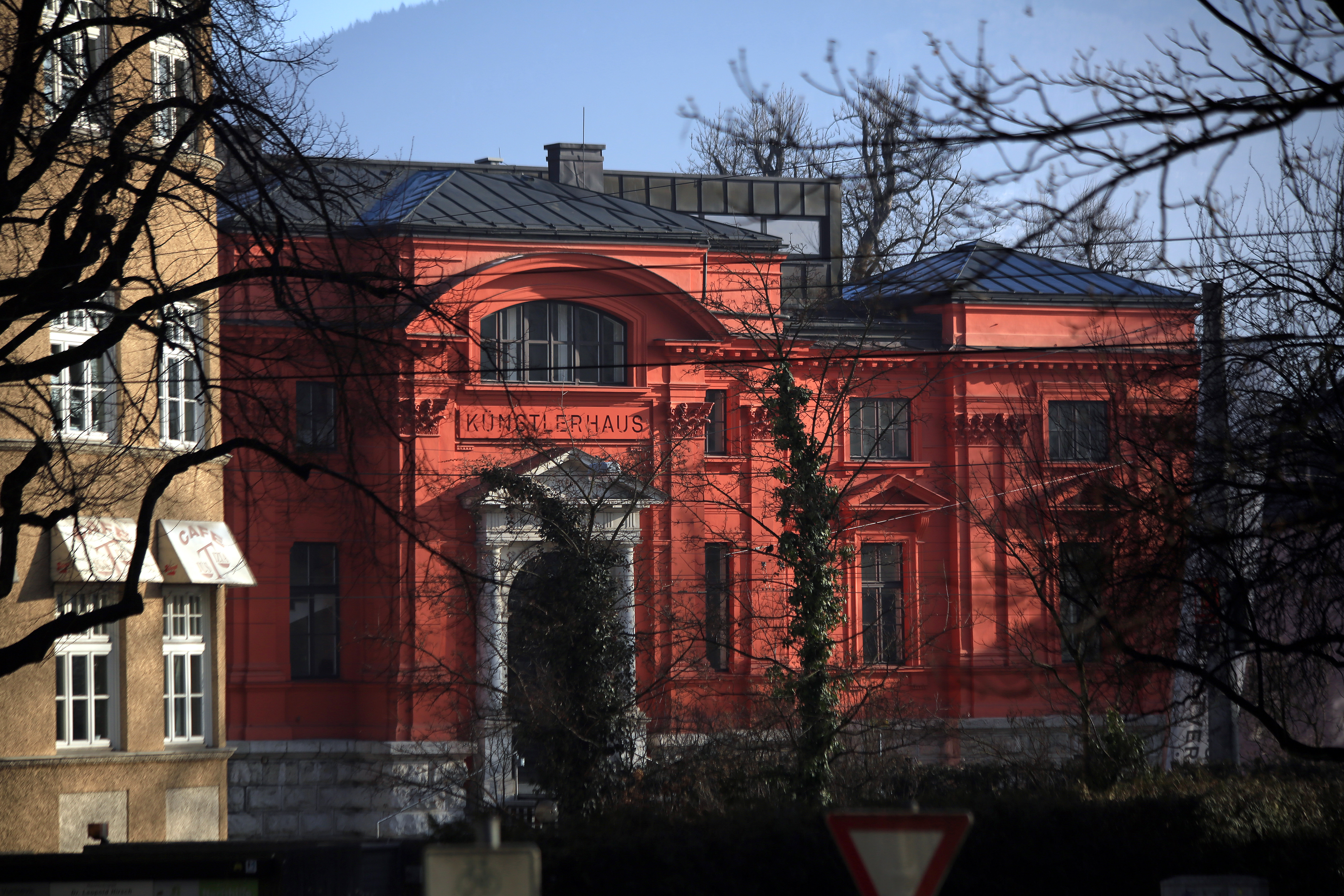
Künstlerhaus Salzburg (2014)

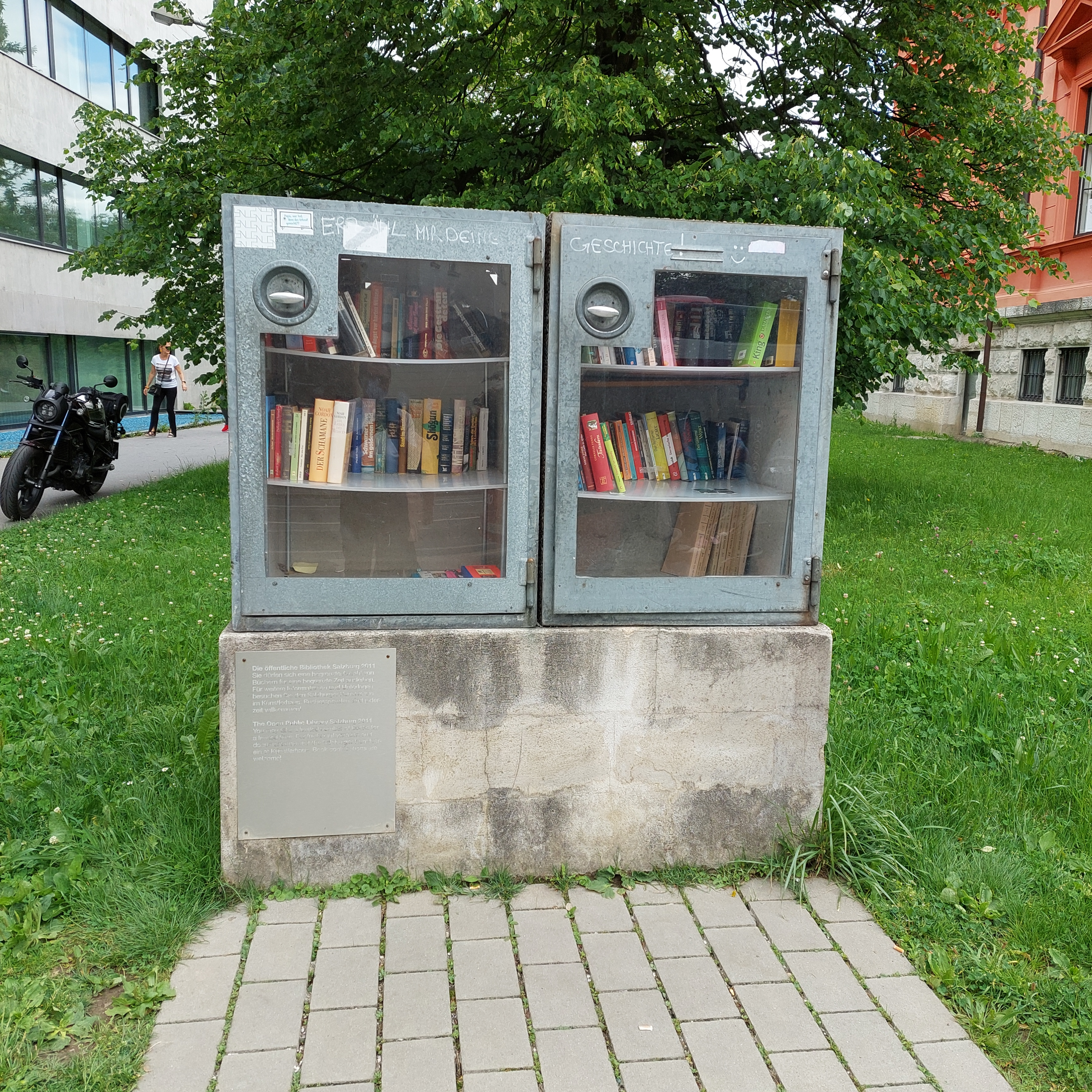
Öffentliche Bibliothek vor dem Künstlerhaus Salzburg

Das Konzept des Künstlerhauses Neu sieht vor, dass das Künstlerhaus Ort der Produktion, Vermittlung und Präsentation aktueller internationaler wie regionaler Kunst und aller verwandten Felder in Salzburg sein soll. Weiterhin befinden sich im Künstlerhaus 24 Ateliers, von denen 20 ausschließlich an Mitglieder des Salzburger Kunstvereins vergeben werden (in der Regel auf drei Jahre mit einmaliger Verlängerungsmöglichkeit).
Seit 2001 hat sich der Salzburger Kunstverein mit anderen Kulturvereinen zum Künstlerhaus Neu zusammengeschlossen. Weitere Mitglieder sind gold extra, die Initiative Architektur Salzburg und die Vermittlungsgruppe ARTgenossen. Später stießen wohnbund:consult, das Büro für Stadt.Raum.Entwicklung (ab 2002), ohnetitel (das Netzwerk für Theater- und Kunstprojekte, ab 2008) und oenm (das österreichische Ensemble für Neue Musik, 2011) hinzu. Dadurch sollen Synergieeffekte geschaffen und dem Bedürfnis des Publikums nach einem vielfältigen Angebot entgegengekommen werden. Alle diese Initiativen belegen Atelierräume im Künstlerhaus. 2011 wurde vor dem Künstlerhaus eine „öffentliche Bibliothek“ aufgestellt, bei der jedermann Bücher ausleihen kann.